# Hedea från Tralles
Hedea från Tralles, första århundradet, var en antik grekisk idrottare och musiker. 
Hon kom från staden Tralles. Hon blev offentligen firad genom en inskription i Delfi bredvid tre andra kvinnliga idrottare från Tralles. Hon vann en tävling i sång i Aten, där hon ackompanjerade sig på en cithara; en löpning i Nemea; och en hästkapplöpning med stridsvagn i Isthmia.  
Hedea betraktas som ett viktigt exempel och illustration av den förändrade idrottskulturen och kvinnans ställning i Grekland under hellenistisk och romersk tid, då kvinnor överallt i den grekiska världen tycks ha vunnit en större frihet i sina äktenskapskontrakt och tilläts agera rättsligt och ekonomiskt utan en manlig förmyndare, något som också visades i idrottsvärlden.  Under klassisk tid hade kvinnor, med undantag för Heras segregerade tävlingar i Elis och Olympia samt hästkapplöpningen i Olympia, inte tillåtits delta i offentliga tävlingar Grekland, men under hellenistisk och romersk tid blev det allt vanligare att kvinnor deltog i offentliga tävlingar och fick offentliga utmärkelser. 